# Coupe d'Europe des nations de rugby à XIII 2004
Navigation
Édition précédente Édition suivante
La Coupe d'Europe des nations de rugby à XIII 2004 est la vingtième-sixième édition de la Coupe d'Europe des nations de rugby à XIII, elle se déroule du 16 octobre 2004 au 7 novembre 2004 entre six nations européennes.

## Les équipes

### France
| Nom                    | Âge | Matchs (Ptsmarqués) pendant l'édition | Club |
| ---------------------- | --- | ------------------------------------- | ---- |
| Fourcade Abasse        |     | 0 (0)                                 |      |
| David Berthezène       |     | 0 (0)                                 |      |
| Jean-Christophe Borlin |     | 0 (0)                                 |      |
| Laurent Carrasco       |     | 0 (0)                                 |      |
| Bouatou Coulibaly      |     | 0 (0)                                 |      |
| Arnaud Dulac           |     | 0 (0)                                 |      |
| Olivier Elima          |     | 0 (0)                                 |      |
| Jamal Fakir            |     | 0 (0)                                 |      |
| Adel Fellous           |     | 0 (0)                                 |      |
| David Ferriol          |     | 0 (0)                                 |      |
| Laurent Frayssinous    |     | 0 (0)                                 |      |
| Maxime Grésèque        |     | 0 (0)                                 |      |
| Renaud Guigue          |     | 0 (0)                                 |      |
| Jérôme Hermet          |     | 0 (0)                                 |      |
| Olivier Pramil         |     | 0 (0)                                 |      |
| Sébastien Raguin       |     | 0 (0)                                 |      |
| Julien Rinaldi         |     | 0 (0)                                 |      |
| Teddy Sadaoui          |     | 0 (0)                                 |      |
| Claude Sirvent         |     | 0 (0)                                 |      |

## Classement

### Groupe 1
| Classement |                |   |   |   |   |    |    |     |
|            | Équipe         | J | V | N | D | PP | PC | Pts |
| 1          | Irlande        | 2 | 2 | 0 | 0 | 68 | 22 | 4   |
| 2          | Écosse         | 2 | 1 | 0 | 1 | 40 | 65 | 2   |
| 3          | Pays de Galles | 2 | 0 | 0 | 2 | 34 | 55 | 0   |

| 17 octobre 2004 | Pays de Galles | 12 - 25 | Irlande        | Talbot Athletic, Port Talbot |
| 24 octobre 2004 | Écosse         | 30 - 22 | Pays de Galles | Old Anniesland, Glasgow      |
| 29 octobre 2004 | Irlande        | 43 - 10 | Écosse         | Balreask Old, Dublin         |

### Groupe 2
| Classement |            |   |   |   |   |     |     |     |
|            | Équipe     | J | V | N | D | PP  | PC  | Pts |
| 1          | Angleterre | 2 | 2 | 0 | 0 | 140 | 6   | 4   |
| 2          | France     | 2 | 1 | 0 | 1 | 60  | 52  | 2   |
| 3          | Russie     | 2 | 0 | 0 | 2 | 14  | 156 | 0   |

| 16 octobre 2004 | Russie | 10 - 58 | France     | Stade Loujniki, Moscou     |
| 24 octobre 2004 | Russie | 4 - 98  | Angleterre | Stade Loujniki, Moscou     |
| 30 octobre 2004 | France | 2 - 42  | Angleterre | Plaine des sports, Avignon |

### Finale
Points marqués :
- Angleterre : 6 essais de Reilly (2), Burrow, Calderwood, Parker et Scruton ; 6 transformations de Burrow (6)
- Irlande : 1 essai de Bates et McDermott ; 2 transformations de Weisner.

Évolution du score :
Arbitre :  Richard Frileux